# 1092 Lilium
Az 1092 Lilium (ideiglenes jelöléssel 1924 PN) a Naprendszer kisbolygóövében található aszteroida. Karl Wilhelm Reinmuth fedezte fel 1924. január 12-én.